# Cestování

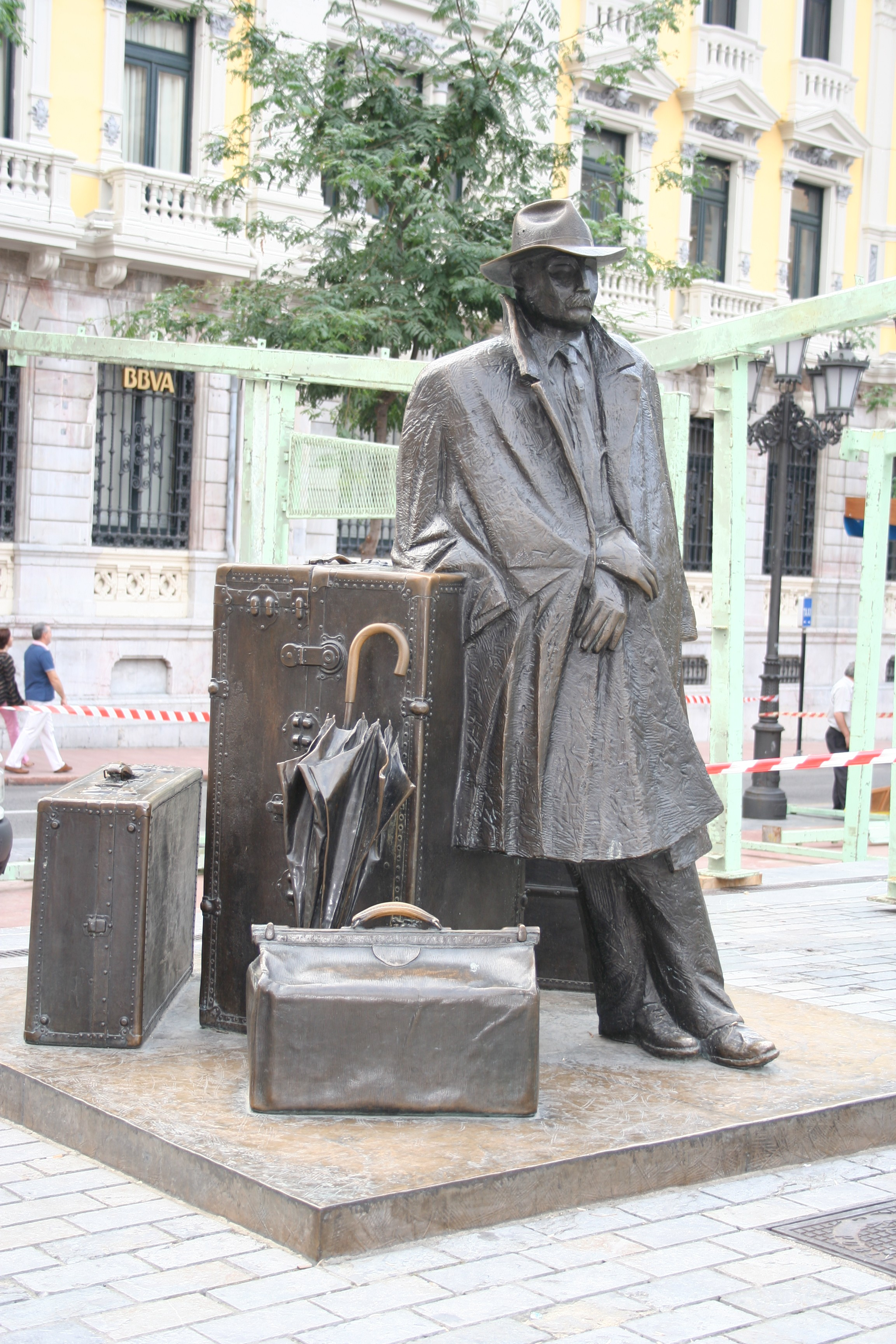
Socha věnovaná fenoménu cestovatele. Oviedo, Španělsko

Cestování znamená přepravu lidí účastnících se cesty či výletu nebo proces či čas vystihující osobu či objekt v pohybu z jednoho místa na druhé. Důvody k cestování zahrnují:
- Turistika a cestovní ruch – cestování za rekreací. Může se jednat ať už o cestování jako takové, nebo může být cestování pouze nutnou podmínkou k dosažení zamýšlené destinace.
- Návštěva přátel či rodiny
- Obchod
- Dojíždění – pravidelná účast na různých rutinních aktivitách, jako práce, studium či pracovní setkání.
- Migrace – cestování za účelem započetí nového života na jiném místě
- Kočovnictví – neustálá změna pobytu, nejčastěji za účelem obživy
- Poutě – cestování z náboženských důvodů